# Janiralata erostrata
Janiralata erostrata là một loài chân đều trong họ Janiridae. Loài này được Richardson miêu tả khoa học năm 1899.